# Elektrogerätefachkraft
Die Elektrogerätefachkraft ist in Deutschland ein Ausbildungsberuf für Menschen mit Behinderungen nach Berufsbildungsgesetz.

## Ausbildungsdauer und Struktur
Die Ausbildungsdauer zur Elektrogerätefachkraft beträgt in der Regel drei Jahre. Die Ausbildung erfolgt, da dies eine duale Ausbildung ist, an den Lernorten Betrieb und Berufsschule.

## Entstehungsgeschichte
Die Ausbildung zur Elektrogerätefachkraft ist ein Ausbildungsberuf für Menschen mit Behinderung, geregelt nach dem Berufsbildungsgesetz. Die dreijährige Ausbildung wird in der Industrie oder in staatlich anerkannten Einrichtungen der beruflichen Rehabilitation durchgeführt.
Die Ausbildung erfolgt als Ausbildung mit Fortsetzungsmöglichkeit. Nach der zweijährigen Grundausbildung endet sie mit dem Berufsabschluss Elektrogerätezusammenbauer. Die darauf aufbauende einjährige Fachausbildung ermöglicht den Abschluss als Elektrogerätefachkraft.

## Arbeitsgebiete
Elektrogerätefachkräfte arbeiten insbesondere in Betrieben der Elektronik und Elektrotechnik sowie in Ausnahmefällen in Betrieben des Elektrohandwerks. Hier sind sie vorwiegend mit dem Zusammenbau bzw. der Montage von Elektrogeräten oder Anlagenteilen betraut.
Nach Abschluss ihrer Ausbildung müssen sich die Fachkräfte unter Berücksichtigung der behinderungsbedingten Einschränkungen entscheiden, worauf sie sich spezialisieren möchten. Je nach Betrieb arbeiten sie z. B. in der Produktion, in der Montage oder im Kundendienst. Für Auszubildende, die in Einrichtungen der beruflichen Rehabilitation ihre Ausbildung absolviert haben, ist eine Übernahme nur in den seltensten Fällen möglich.

## Prüfungen

### Zwischenprüfung und Abschlussprüfung
Das erste Ausbildungsjahr endet mit einer Zwischenprüfung, bei der sowohl praktische als auch schriftliche Aufgaben zu lösen sind.
Am Ende des zweiten Lehrjahres erfolgt die Abschlussprüfung zum Elektrogerätezusammenbauer.

### Abschlussprüfung
Die Abschlussprüfung zur Elektrogerätefachkraft besteht, wie die Zwischenprüfung, aus einer praktischen und einer schriftlichen Prüfung.
In der praktischen Prüfung sollen die Teilnehmer in insgesamt 14 Stunden ein mechanisches Prüfungsstück nach Zeichnung anfertigen, eine elektrotechnische Arbeitsprobe durchführen und an einer Übungseinrichtung Schalt-, Mess- und Prüfarbeiten durchführen.
In der schriftlichen Prüfung werden Fächer wie Technologie, technische Mathematik, technisches Zeichnen sowie Wirtschafts- und Sozialkunde geprüft.
Im Falle einer nicht bestandenen Abschlussprüfung kann diese, nach dem Berufsbildungsgesetz, zweimal wiederholt werden. Die Ausbildungszeit verlängert sich dementsprechend.
Die Prüfungen werden von der Industrie- und Handelskammer (IHK) im jeweiligen Kammerbezirk abgenommen.
Für einen Auszubildenden mit Behinderung können im Einzelfall Prüfungserleichterungen gewährt werden. Damit können behinderungsbedingte Nachteile ausgeglichen werden. Auszubildende mit Hörbehinderung oder gehörlose Menschen können auf Wunsch einen Gebärdensprachdolmetscher hinzuziehen.

## Anrechnung der Ausbildung
Ein Auszubildender, der seine dreijährige Ausbildung als Elektrogerätezusammenbauer erfolgreich abgeschlossen hat, kann seine Ausbildung im dreijährigen Ausbildungsberuf Kaufmann für Elektrogerätefachkraft fortsetzen. Dabei wird die bereits absolvierte Ausbildungszeit angerechnet.